# Vivo Rio

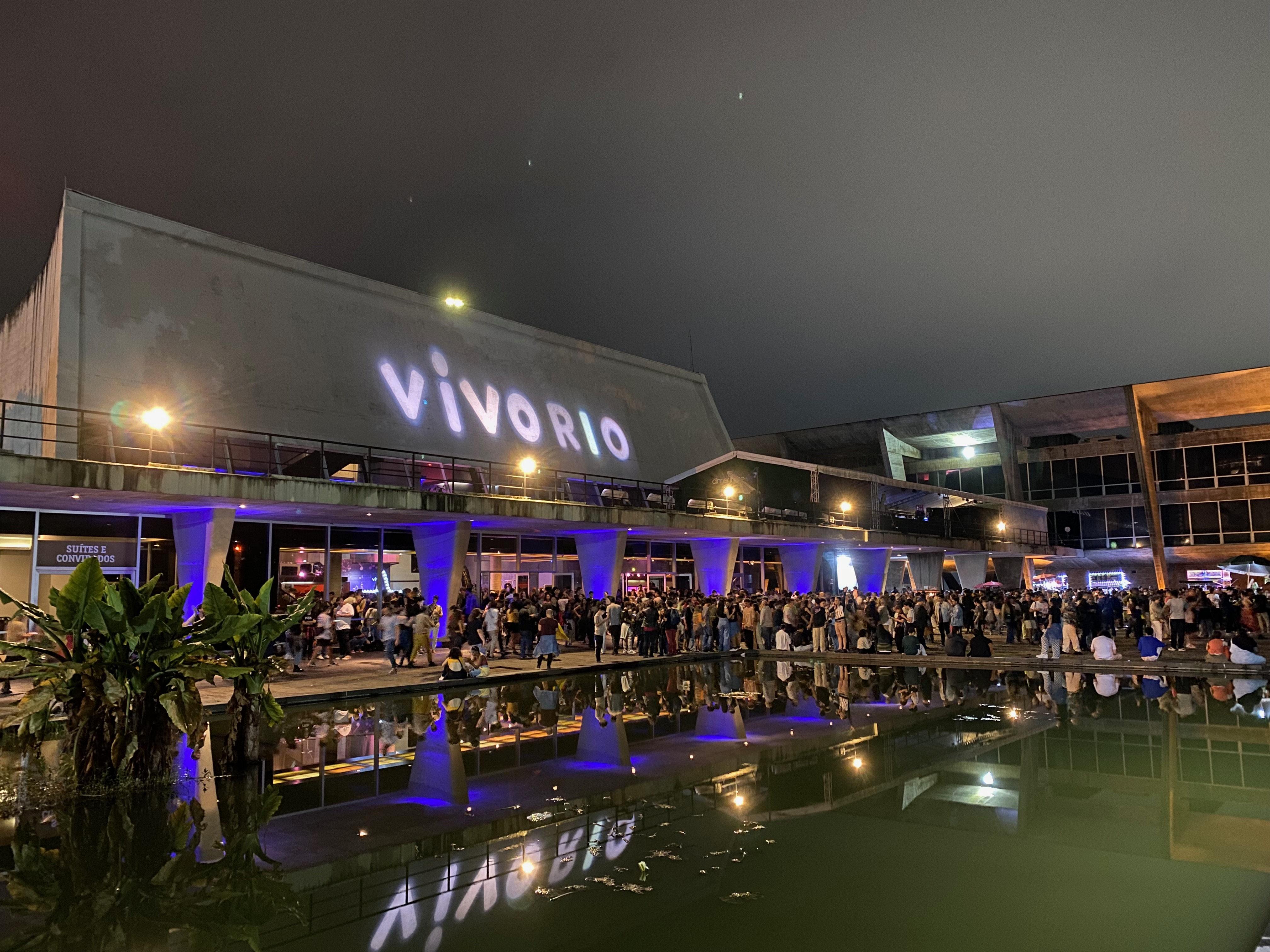
Vivo Rio à noite, com o MAM ao fundo. Foto de 2022.

Vivo Rio é uma casa de espetáculos situada no Aterro do Flamengo, Rio de Janeiro. O local fica anexo ao Museu de Arte Moderna (MAM) e foi inaugurado em novembro de 2006.

## História
O Vivo Rio foi criado numa parceria entre o Grupo Tom Brasil e a operadora de telefonia móvel Vivo. O custo da obra foi estimado em R$ 25 milhões e foi a conclusão do projeto arquitetônico de Affonso Eduardo Reidy, na década de 1950, junto ao Museu de Arte Moderna do Rio de Janeiro.
A inauguração da casa deu-se em 10 de novembro de 2006, ainda com parte da estrutura a ser montada. Gilberto Gil foi o primeiro artista a se apresentar, tendo a participação especial de Maria Rita, Adriana Calcanhoto e Sandy & Júnior em seu concerto..

## Estrutura
Com capacidade para 4 mil pessoas, divididas entre pista (com 3.000 m² ), camarotes e suítes exclusivas, a casa recebe concertos de música nacional e estrangeira, teatro, dança e festas de premiações. Próximo ao Aeroporto Santos Dumont, o Vivo Rio oferece também lanchonetes, american bar, com garçons para todos os setores e estacionamento próprio. Seu endereço é avenida Infante Dom Henrique, número 85, na área do Aterro do Flamengo.